# Weiji, Anhui
Weiji (kinesiska: 韦集) är en köping i östra Kina. Den ligger i Lingbi härad i staden Suzhou i provinsen Anhui, omkring 170 kilometer norr om provinshuvudstaden Hefei. Antalet invånare är 41191. Befolkningen består av 20 140 kvinnor och 21 051 män. Barn under 15 år utgör 20,0 %, vuxna 15-64 år 68 %, och äldre över 65 år 11,0 %.